# Haidbühl
Haidbühl ist ein Gemeindeteil der Gemeinde Haselbach im niederbayerischen Landkreis Straubing-Bogen. Die Einöde liegt über drei Kilometer südlich des Ortskerns von Haselbach südlich der Staatsstraße 2147 und westlich der Kreisstraße SR 4 in der Gemarkung Dachsberg.

## Geschichte
Bis zum 31. Dezember 1970 war Haidbühl ein Gemeindeteil der ehemaligen Gemeinde Dachsberg und wurde am 1. Januar 1971 im Zuge der Gebietsreform in Bayern in die Gemeinde Haselbach eingegliedert.

### Kirchensprengel
Der Ort wurde 1832/33, zur gleichen Zeit wie Kastenfeld, Kleinkohlham, Reinbach, Spornhüttling, Höllmühl, Reiben und Uttendorf, von der katholischen Pfarrei Haselbach nach Mitterfels umgepfarrt.

## Einwohnerentwicklung
| Jahr      | 1838 | 1860 | 1871 | 1875 | 1885 | 1900 | 1913 | 1925 | 1950 | 1961 | 1970 | 1987 |
| --------- | ---- | ---- | ---- | ---- | ---- | ---- | ---- | ---- | ---- | ---- | ---- | ---- |
| Einwohner | 2    | 5    | 4    | 4    | 6    | 4    | 5    | 5    | 4    | 6    | 6    | 8    |

## Frühere Schreibweisen
In der Matrikel des Bistums Regensburg von 1838 wird der Ort Heubichl bezeichnet. In der Matrikel von 1860 ist die Schreibweise Heubühl. Haidbichel wird neben Haidbühel im Jahr 1831 verwendet. Ab 1871 wird die Schreibweise Haidbühl verwendet.